# FC Norma Tallinn
El FC Norma Tallinn fou un club de futbol estonià de la ciutat de Tallinn.

## Història
Fundat el 1959, el Norma Tallinn fou un dels clubs de futbol més importants durant l'època de l'RSS d'Estònia. Participà en 32 campionats de l'RSS d'Estònia (més que cap altre equip) i en fou campió 5 cops, a més de 6 copes de l'RSS d'Estònia.
Un cop Estònia esdevingué independent el 1991, el Norma s'uní a la nova Meistriliiga. Juntament amb els seus rivals del Lantana Tallinn (ex Nikol Tallinn), el club esdevingué molt popular entre la minoria russa del país. El Norma guanyà les dues primeres edicions de la lliga.
El club baixà a la segona divisió el 1995 i a la tercera la temporada següent. El Norma Tallinn es va dissoldre després de la temporada 1996/1997.

## Palmarès
- Lliga estoniana de futbol: (2)
  - 1992, 1992-93
- Copa estoniana de futbol: (1)
  - 1993-94
- Campionat de l'RSS d'Estònia: (5)
  - 1964, 1967, 1970, 1979, 1988
- Copa de l'RSS d'Estònia: (6)
  - 1962, 1965, 1971, 1973, 1974, 1989

## Futbolistes destacats
- Martin Reim
- Sergei Bragin
- Lembit Rajala
- Martin Kaalma
- Ivan O'Konnel-Bronin
- Janek Meet